# Mesoleius opticus
Mesoleius opticus là một loài tò vò trong họ Ichneumonidae.